# Les Ratons laveurs
 (septembre 2016).
Si vous disposez d'ouvrages ou d'articles de référence ou si vous connaissez des sites web de qualité traitant du thème abordé ici, merci de compléter l'article en donnant les références utiles à sa vérifiabilité et en les liant à la section « Notes et références ».
Les Ratons laveurs ou Les Amis ratons au Québec (The Raccoons) est une série d'animation canadienne créée par Kevin Gillis et diffusée à partir du 4 juillet 1985 sur Disney Channel aux États-Unis. Elle a été précédée par quatre téléfilms d'animation entre 1980 et 1984. 
Au Canada, la série a été diffusée entre le 11 novembre 1985 et le 28 août 1992 sur le réseau CBC. En France, elle a été diffusée en janvier 1988 sur Antenne 2, puis sur Canal J en 1990. Au Québec, elle a été diffusée à partir du 1er septembre 1988 sur le Canal Famille, puis rediffusée sur Télétoon en 1997, sur la chaîne APTN dans les années 2000 et finalement Télétoon Rétro.

## Synopsis
Les aventures d'un trio de ratons laveurs (Benoit, Charles et Melissa Laveurs) et leur ami Cedric Rictus, tentant de contrer l'industriel millionnaire Cyril Rictus (un oryctérope du Cap violet), qui tente généralement de détruire la forêt par cupidité.

## Fiche technique
- Titre original : The Raccoons
- Titre français : Les Ratons laveurs
- Titre québécois : Les Amis ratons
- Création : Kevin Gillis
- Réalisation : Sebastian Grunstra, Kevin Gillis
- Scénario : Mary Crawford, Gérald Tripp, Alan Templeton, Sebastian Grunstra, Darson Hall, Kevin Gillis, Jim Betts
- Conception des personnages : Kathy Harker-Fiander
- Décors : Greg Gibbons (supervision) ; Chris Wren, Martin Butler, Sean Campbell
- Animation : Paul Schibli, Al Jeffery (supervision)
- Musique : Kevin Gillis, Jon Stroll
  - Chansons : Jano Bergeron
- Production : Kevin Gillis ; Ursula Clarkson (associée) ; Sheldon S. Wiseman (déléguée)
- Sociétés de production : Evergreen Raccoons Television Productions, Gillis-Wiseman Productions, Atkinson Film Arts (animation, 1985-1986), Hinton Animation Studios (animation, 1987-1991) (animation) avec la participation de Canadian Broadcasting Corporation et Telefilm Canada
- Société de distribution : Canadian Broadcasting Corporation (CBC)
- Pays d'origine :  Canada
- Langue originale : anglais et français
- Format : Couleur - 35 mm - 1,33:1 - son stéréo
- Genre : animation
- Nombre d'épisodes : 60 (5 saisons)
- Durée : 23 minutes
- Dates de première diffusion : 
  - États-Unis : 4 juillet 1985 (Disney Channel)
  - Canada : 11 novembre 1985 (CBC)
  - France : janvier 1988 (Antenne 2)

## Distribution

### Voix originales
- Len Carlson : Bert Raccoon (Benoît Laveur) / Pig Two (Deuxième Lardon) / Pig Three (Troisième Lardon) / Mr Knox (M. Croquedur) / Professor Smedley-Smythe (Professeur Barbichette)
- Bob Dermer : Ralph Raccoon (Charles Laveur) / Lady Baden-Baden (la comtesse de la Basse-cour)
- Linda Feige puis Susan Roman : Melissa Raccoon (Mélissa Laveur)
- Lisa Lougheed : Lisa Raccoon (Lisa Laveur)
- Noam Zylberman puis Stuart Stone : Bentley Raccoon (Bernard Laveur)
- Michael Magee : Cyril Sneer (Cyril Rictus) / Snag (Galette)
- Marvin Goldhar : Cedric Sneer (Cédric Rictus)
- Carl Banas : Schaeffer (Grosfu) / Mr Willow (M. Dubois)
- Sharon Lewis : Sophia Tutu (Sophie Tutu) / Broo (Broue)
- Nick Nichols puis Keith Hampshire : Pig One (Premier Lardon)
- Rick Jones : Sidekick (Kikoze)
- Murray Cruchley : Dan, the Forest Ranger
- Vanessa Lindores : Julie
- Dan Hennessey : George Raccoon (François Laveur)
- Elizabeth Hanna : Nicole Raccoon (Mylène Laveur)
- Nonnie Griffin : Mrs Pig
- Geoffrey Winter : narrateur

### Voix françaises
- Gilbert Lachance : Benoît Laveur / Narrateur
- Hubert Gagnon : Charles Laveur
- Johanne Léveillé : Mélissa Laveur
- Violette Chauveau : Lisa Laveur / Sophie Tutu
- Flora Balzano : Bernard Laveur
- Ronald France : Cyril Rictus / Grosfu
- Normand Chouinard : Cédric Rictus / Kikoze
- Anne Caron : la comtesse de la Basse-cour
- Victor Désy : M. Croquedur
- Benoit Rousseau : Premier Lardon
- Sébastien Dhavernas : Deuxième Lardon
- Daniel Lesourd : Troisième Lardon / M. Dubois
- Alain Zouvi : Professeur Barbichette

Société de doublage : Sonolab ; direction artistique : Jean-Pierre Brosseau.
 Source et légende : version québécoise (VQ) sur Doublage.qc.ca

## Épisodes[4]

### Spéciaux (1980-1984)
1. Le Noël des Ratons laveurs (The Christmas Raccoons) (1980)
2. The Raccoons on Ice (1981)
3. L’étoile des Ratons laveurs (The Raccoons and the Lost Star) (1983)
4. The Raccoons: Let's Dance! (1984)

### Saison 1 (1985-1986)
1. Attaque surprise
2. L'alpiniste solitaire
3. La nuit des fantômes
4. Le grand prix de la forêt
5. Les fugitifs
6. Chasse au trésor
7. Gardez la chambre
8. Occasions inespérées
9. Insomnies
10. Rumeurs
11. La ruée vers l'or

### Saison 2 (1987)
1. Double jeu
2. Le parfum de la gloire
3. Un sauvetage périlleux
4. Âge limite
5. Arrêter le temps
6. Un faussaire monstrueux
7. Une impression indélébile
8. Faute de lecture
9. Une alliance éphémère
10. Un gain de temps

### Saison 3 (1988)
1. Le prisme de Zenda
2. Un héros format de poche
3. Un vélo de rêve
4. Vivre à toute vitesse
5. Un succès monstre
6. Mère veille
7. Un cabot cabotin
8. Suivez le guide
9. L'express de la fôret
10. Trouble shooter
11. Paper chase
12. Simon says
13. Games people play

### Saison 4 (1989)
1. Second chance
2. The sky's the limit
3. Bully for you
4. A catered affair
5. Search and rescue
6. Spring fever
7. The family secret
8. The great escape
9. Making the grade
10. Science friction
11. Stealing the show
12. The phantom of sneer mansion
13. The headline hunter

### Saison 5 (1990)
1. Cold feet
2. Stress test
3. Moving in
4. End of the line
5. Easy money
6. Endless summer
7. Promises promises
8. Black belt bentley
9. The wrong stuff
10. Join the club
11. The evergreen election
12. The one that got away
13. Go for the gold